# Hermann von Wichmann
Karl Otto Hermann Wichmann, seit 1859 von Wichmann, (* 15. Dezember 1820 in Magdeburg; † 27. Oktober 1886 in Breslau) war ein preußischer General der Kavallerie.

## Leben

### Herkunft
Er war der Sohn des preußischen Oberst a. D. Karl Friedrich Wilhelm Wichmann (1794–1850) und dessen Ehefrau Amalie, geborene Eses (1800–1850).

### Militärkarriere
Wichmann besuchte das Kadettenhaus in Berlin und wurde anschließend am 15. August 1838 als Sekondeleutnant dem 8. Kürassier-Regiment der Preußischen Armee überwiesen. Zur weiteren Ausbildung war er ab März 1846 für zwei Jahre an die Allgemeine Kriegsschule kommandiert. 1849 nahm Wichmann während der Niederschlagung der Badischen Revolution mit seinem Regiment an der Belagerung von Rastatt teil. Im Jahr darauf stieg er zum Regimentsadjutanten auf und wurde am 10. Mai 1851 in dieser Eigenschaft zum Premierleutnant befördert. Am 3. Juni 1853 folgte mit seiner Beförderung zum Rittmeister die Versetzung in das 3. Kürassier-Regiment und die Kommandierung als Eskadronführer zum Stamm des 8. schweren Landwehr-Reiter-Regiments. Daran schloss sich ab 16. April 1857 eine Verwendung als Adjutant der 15. Division an und am 10. November 1857 wurde Wichmann unter Belassung in diesem Kommando wieder in das 8. Kürassier-Regiment versetzt. Mit einem Patent vom 13. August 1853 wurde er am 23. März 1858 in das 5. Husaren-Regiment versetzt und als Adjutant zur 4. Division kommandiert.
Prinzregent Wilhelm erhob Wichmann am 22. Januar 1859 in Vertretung des Königs Friedrich Wilhelm IV. in den erblichen preußischen Adelsstand.
Während des mobilen Verhältnisses anlässlich des Sardinischen Krieges war er 1859 Adjutant der 2. Kavallerie-Division. Bei der Reorganisation der Armee wurde Wichmann im Mai 1860 als Eskadronchef in das 4. Dragoner-Regiment versetzt und avancierte im September 1861 zum Major. Als solcher kam er am 28. November 1861 in den Großen Generalstab und wurde am 13. Mai 1864 unter Stellung à la suite Adjutant des Gouvernements Berlin. In dieser Eigenschaft am 18. Juni 1865 zum Oberstleutnant befördert, beauftragte man ihn ab 4. Januar 1866 mit der Führung des 2. Schlesischen Dragoner-Regiments Nr. 8. Am 3. April 1866 folgte seine Ernennung zum Regimentskommandeur. Seine Dragoner führte Wichmann im gleichen Jahr im Krieg gegen Österreich in den Kämpfen bei Skalitz und Schweinschädel. In der Schlacht bei Nachod erhielt er im Handgemenge eine Kopfverletzung und verlor außerdem sein Pferd. Wichmann verblieb bei seiner Truppe und konnte durch sein Wirken den Ausgang der Schlacht maßgeblich beeinflussen. Für sein Verhalten wurde ihm der Orden Pour le Mérite verliehen.
Nach dem Krieg avancierte Wichmann am 18. April 1867 zum Oberst. Einen Monat später zunächst zur Dienstleistung beim Generalkommando des II. Armee-Korps kommandiert, folgte am 29. Juni 1867 seine Ernennung zum Chef des dortigen Generalstabes. In dieser Stellung diente er unter dem Kommandierenden General Friedrich Wilhelm von Preußen, mit dem Wichmann seit den Kämpfen bei Nachod eine Freundschaft verband. Während des Krieges gegen Frankreich war er 1870/71 weiterhin in dieser Funktion tätig und nahm, nunmehr unter dem Kommandierenden General Eduard Friedrich Karl von Fransecky, an der Schlacht bei Gravelotte, den Belagerungen von Metz und Paris sowie bei der Südarmee teil.
Ausgezeichnet mit beiden Klassen des Eisernen Kreuzes wurde Wichmann nach dem Frieden von Frankfurt am 23. Mai 1871 mit seiner bisherigen Uniform zu den Offizieren von der Armee versetzt und zum Kommandeur der Kavalleriebrigade der Großherzoglich-Hessischen Division ernannt. Unter Stellung à la suite des Generalstabes wurde er am 1. Januar 1872 zum Brigadekommandeur ernannt und einige Tage später zum Generalmajor befördert. Am 26. Juni 1877 beauftragte man ihn mit der Führung der Großherzoglich Hessischen (25.) Division und ernannte Wichmann am 25. September 1877 unter Beförderung zum Generalleutnant zum Kommandeur dieses Großverbandes. In gleicher Eigenschaft war er vom 4. März 1879 bis zum 26. November 1883 bei der 16. Division in Trier tätig. Anschließend wurde Wichmann nach Breslau versetzt, zum Kommandierenden General des VI. Armee-Korps ernannt sowie am 18. September 1886 zum General der Kavallerie befördert. Er verstarb in Ausübung seines Dienstes nach kurzer Krankheit an einer schweren Erkältung und wurde in Naumburg (Saale) beigesetzt.

### Familie
Wichmann verheiratete sich am 21. September 1858 in Köln mit Helene von Borcke (1838–1884), Tochter von Generalmajor Karl von Borcke (1800–1870). Aus der Ehe gingen drei Söhne hervor:
- Franz Hermann Karl (1860–1922), preußischer Generalleutnant
- Franz Otto (* 1862)
- Friedrich Wilhelm (1872–1914), gefallen als Hauptmann und Bataillonsführer im Grenadier-Regiment „König Friedrich III.“ (2. Schlesisches) Nr. 11 vor Reims